# 5:01 AM (The Pros and Cons of Hitch Hiking, Part 10)
„The Pros and Cons of Hitch Hiking” este un cântec lansat ca single de Roger Waters și care face parte de pe albumul cu același nume al artistului. În această melodie, Waters face referire la celebrități cum ar fi Dick Tracy, Shane și Yoko Ono . 
Pe album, cântecul se găsește sub numele de „5:01 AM (The Pros and Cons of Hitch Hiking, Part 10)” .